# Слідами змови
Слідами змови (англ. Cue for Treason) — дитячий історичний роман, написаний Джеффрі Трізом, який є його найвідомішим твором. Дія роману розгортається в Єлизаветинській Англії наприкінці 16 століття. Двоє молодих втікачів стають хлопчиками-акторами, спочатку в дорозі, а пізніше в Лондоні, де з ними потоваришував Вільям Шекспір. Їм стає відомо про змову проти життя королеви Єлизавети і вони намагаються запобігти цьому.

## Короткий зміст сюжету
Пітер Браунріг, 14-річний хлопець, який живе в Камберленді на півночі Англії, бере участь у нічному злочині, спрямованому проти експропріації сільськогосподарських угідь його села сером Філіпом Мортоном. Він залишає своє село, щоб уникнути переслідування за те, що кинув камінь у сера Філіпа Мортона. Спочатку він їде до Пенріта, але несподівано зустрічає сера Філіпа під час вистави Річард III музикальної трупи, що гастролює. Він ховається від нього в труні (за сценарієм вистави, там знаходиться тіло короля Генріха VI), яку згодом переносять на візок компанії.
Актори виявляють Пітера, який ховався, і добрий Дезмонд, який керує музичною трупою, бере його в трупу як хлопчика-актора. Ще один хлопчик, Кіт Кіркстоун, також приєднується до трупи.
Кіт відмінно грає жіночі ролі, а Пітер виконує роль дублера. Після того, як ревнощі Пітера призводять до бійки, він дізнається таємницю Кіта. Насправді Кіт — перевдягнена дівчина, справжнє ім'я якої Кетрін Рассел, яка тікає, щоб уникнути вимушеного шлюбу з сером Філіпом, якого цікавить тільки її спадок.
Трупа розпадається, і Дезмонд обіцяє взяти Пітера і Кіта в трупу лондонського театру. Під час їхньої подорожі до Лондона містер Дезмонд ламає ногу під час аварії на річці, і Кіт майже розкриває свою справжню особу натовпу глядачів після того, як вона пливе по річці, щоб врятувати містера Дезмонда, але Пітер відволікає всіх і рятує її. Через наслідки нещасного випадку з містером Дезмондом Пітер і Кіт продовжують свою подорож на самоті. Коли вони прибувають до Лондона, вони проходять прослуховування для трупи Річарда Бербеджа «Люди лорда-камергера» в театрі в Шордічі, районі за північною межею лондонського Сіті та поза юрисдикцією його цивільної влади, сумно відомого своєю розпустою та азартними притонами. Після того, як Бербедж спочатку відмовив їм, їх взяли в учні до драматурга Вільяма Шекспіра, який визнав акторські здібності Кіта та талант Пітера до імітування. Вони виступають у різних виставах і бачать сера Філіпа серед глядачів під час «Ромео і Джульєтти».
«Жовтий джентльмен» викрав у Пітера копію нової п'єси Шекспіра «Генріх V», і Кіт і Пітер хвилюються, що він планує отримати прибуток від неопублікованої п'єси. Під час крадіжки сценарію Пітер підслуховує розмову між злодієм та іншою людиною, яка схожа на зраду. Він також помічає дивний вірш, написаний у сценарії. Вони розуміють, що частина вірша повинна бути частиною коду, але не мають уявлення, як його розшифрувати.
Пітер і Кіт відносять вірш до секретної служби королеви, яка розшифровує погано написаний сонет, виявляючи, що перша літера кожного рядка означає «НАДІСЛАТИ НОВИНИ ПІЛОМ». Пітер пов'язує це повідомлення зі старою вежею сера Філіпа. Пітер і Кіт відправляються в дорогу з Томом Бойдом, співробітником секретної служби королеви. Переодягнені вони повертаються в село Пітера, щоб перевірити, чи правдива теорія Пітера про вежу сера Філіпа. Тома вбивають змовники, а Пітера схоплюють, але перед цим він дізнається, що Джон Сомерс, актор їхньої трупи, має застрелити королеву під час першої вистави «Генріх V». Виявляється, це частина ширшої змови щодо встановлення нового режиму в Англії, більше деталей невідомо, але змовники, очевидно, перебувають у союзі з Іспанією. Пітера везуть на допит на безлюдний острів Алсвотер, але йому вдається вивести з ладу охоронця. Він допливає до материка і ледве рятується через пагорби.
Кіт і Пітер звертаються до місцевого судді, але виявляють, що він замішаний у зрадницькому плані. Вони викрадають його коней, які мають виняткову якість, збираючись поїхати до Лондона, щоб попередити королеву. Сер Філіп і його спільники кидаються в погоню. По дорозі до Лондона їхніх коней викрадають, але це виявляється прихованим благом, тому що в цей момент сер Філіп і його супутники наздоганяють і переслідують конокрадів, вважаючи, що вони Пітер і Кіт. Продовжуючи пішки, вони зустрічають Дезмонда та решту трупи, які репетирують Едуарда II. Почувши про змову, Дезмонд клянеться зупинити сера Філіпа.
Знаючи, що це лише питання часу, коли сер Філіп зрозуміє свою помилку та повернеться, актори одягають костюми солдатів і екіпірують своїх коней, щоб вони виглядали як армія, готова до атаки, з трубами та барабанами позаду. Кіт і Пітер прикидаються полоненими, щоб змусити сера Філіпа злізти з коня. Дії групи вводять сера Філіпа в оману, і люди Дезмонда беруть його та його послідовників під варту. Кіт і Пітер у відчаї мчать назад до Лондона, а Джона Сомерса схоплюють охоронці за мить до того, як він встигає застрелити королеву. Кіт і Пітер зустрічають королеву і розповідають їй про свої пригоди.
У останньому абзаці Пітер закінчує писати історію, і ми дізнаємося, що вони з Кітом зараз одружені, мають синів і живуть у будинку на березі озера в Камберленді, маєтку, який Кіт успадкував.

## Персонажі
- Пітер Браунріг — оповідач і головний герой. 14-річний хлопець із Камберленда, друг Кіта. Пітер — дуже авантюрний хлопець, який не може залишатися осторонь неприємностей. Розшукується сером Філіпом Мортоном.
- Кіт Кіркстоун[b] — головна героїня. 13-річна дівчинка-втікачка, справжнє ім'я Кетрін Рассел, подруга Пітера.
- Сер Філіп Мортон — антагоніст. Безжальний лендлорд і ватажок змови.
- Жовтий джентльмен (сер Девід Вікарс) — пірат з театру, який бере участь у змові з метою вбивства королеви.
- Містер Дезмонд — актор.
- Місіс Дезмонд — дружина містера Дезмонда.
- Ентоні Дункан — змовник.
- Джон Сомерс — актор, змовник, вбивця.
- Том Бойд — секретний агент.
- Сер Джозеф Вільямс — радник королеви Єлизавети.

Історичні персонажі
- Містер Бербедж — актор і власник лондонського театру «Глобус».
- Вільям Шекспір — драматург і актор.
- Сер Роберт Сесіл — урядовий міністр і голова секретної служби королеви.
- Сер Френсіс Бекон — філософ, державний діяч і есеїст; двоюрідний брат сера Роберта Сесіла.
- Королева Англії Єлизавета I — правитель Англії, яку планували вбити змовники.

## Значимість роботи
Слідами змови не був першим романом Тріза, оскільки він уже написав кілька інших дитячих романів, зокрема Луки проти баронів і Товариші за Хартію, в яких він продемонстрував сильну тенденцію до політичного радикалізму.
Однак «Слідами змови» був написаний на досить ранньому етапі його письменницької кар'єри і в певному сенсі роман став його остаточним твором. Крім того, що він був його найвідомішим твором, він був описаний як шаблон, за яким він написав багато своїх пізніших романів. Зокрема, його центральним героєм є підліток, який зустрічає дівчину-підлітка, яка сама по собі має сильний характер. Він також використовує деякі сюжетні прийоми, які іноді використовував у своїх пізніших роботах, наприклад, героїня проводить значну частину історії, перевдягнена хлопчиком, і герой підслуховує розмову лиходіїв, щоб розвинути сюжет. Однак, хоча в цьому випадку герой і героїня одружуються в кінці, він уникає цієї очевидної кінцівки в деяких своїх пізніших романах (наприклад, в романі «Пагорби Варни», який в іншому має певну схожість із «Слідами змови»).
Роман відзначений сильним відчуттям місця, особливо показуючи любов Тріза до Озерного краю, який він використовує як місце дії для своїх оповідань про Баннердейл, зокрема «На Баннермірі немає човнів».
Політика Єлизаветинської епохи згадується в романі: соціальні проблеми через обгороджування та безробіття, а також державні питання повстання та вторгнення. Зачіпаються також примусовий шлюб і виключення жінок із драми. Наголошується на цінностях патріотизму, вірності та незалежності. Мотиви змовників не досліджені, робиться припущення, що мотивами просто є багатство та влада; хоча історично серед факторів також мала б бути релігія; про це не згадується, окрім одного посилання на «старі способи».
Англійський театр епохи Відродження представлений двома крайнощами: бідна тимчасова трупа, що гастролює по Англії, і люди лорда-камергера, які виступають для королеви та її двору.